# Konsztandínosz Micotákisz
Konsztandínosz Micotákisz (görög betűkkel:  Κωνσταντίνος Μητσοτάκης; Halépa, 1918. október 18. – Athén, 2017. május 29.) görög politikus, miniszterelnök (1990–1993), Kiriákosz Micotákisz kormányfő apja.

## Élete
Az athéni egyetemen jogi és közgazdasági diplomát szerzett. 1946-ban, 28 évesen választották meg először parlamenti képviselőnek a saját nagyapja, Konsztantinósz Micotákisz (1845-1898) által alapított Liberális Párt színeiben. 1967-ben a katonai junta letartóztatta, de a börtön elől Törökország érintésével sikerült Párizsba menekülnie, ahol a diktatúra bukásáig (1974) élt. Hazatérése után, 1977-ben parlamenti képviselővé választották az újonnan alapított Új Liberálisok Pártja kötelékében, melyet egy évvel később beolvasztott a jobbközép Új Demokráciába (ND).
Volt külügyminiszter (1980-1981, 1992) és az Égei-tenger térségéért felelős miniszter (1991-1993), 1984-ben pedig az ellenzékben lévő pártja elnöke (1993-ig) lett. Az 1989-es választás pártja győzelmével zárult, azonban mégsem tudott kormányt alakítani, néhány hónappal korábban ugyanis a kormánypárt, a Pánhellén Szocialista Mozgalom (Paszok) úgy módosította a választási törvényt, hogy csak abszolút többséggel lehessen nyerni. Ebből kifolyólag az ND-nek hiába volt hússzal több képviselője, mint a Paszoknak, az még mindig hattal volt kevesebb az eléghez. Két újabb választást kellett tartani ahhoz, hogy Görögország miniszterelnökévé váljon (1990 és 1993 között).
Nem tudta végigvinni mandátumát, mert 1993-ban néhány párttársa – Andónisz Szamarász későbbi kormányfő vezetésével – kivált az ND-ből, és így ismét a Paszok került fölénybe. Pártelnöki posztjáról ekkor lemondott, de a képviselői mandátumát megtartotta, egészen 2004-ig.
Fia Kiriákosz 2019-től Görögország miniszterelnöke.